# U/17-EM i håndbold 2009 (piger)
U/17-EM i håndbold 2009 for piger var det tredje U/17-EM i håndbold for piger, og mesterskabet blev arrangeret af EHF. Slutrunden med deltagelse af 16 hold blev afviklet i byerne Niš og Vrnjačka Banja i Serbien i perioden 25. juni – 5. juli 2009.
Kvalifikationen, hvor slutrundens 16 deltagende hold blev fundet, spilledes i perioden 6. – 8. marts 2009.
Ud over europamesterskabet spillede holdene også om otte pladser ved ungdoms-VM 2010 i den Dominikanske Republik. De to bedste hold kvalificerede sig endividere direkte til U/19-EM 2011 i Holland, og europamesteren er sikret en plads ved ungdoms-OL 2010 i Singapore.
Danmark vandt mesterskabet efter at have vundet samtlige kampe, herunder finalen, hvor Rusland blev besejret med 24-23 efter en pausestilling på 10-16. Det danske hold blev trænet af Heine Eriksen.

## Slutrunde
Slutrunden havde deltagelse af 16 hold, der ved lodtrækning blev inddelt i fire grupper med fire hold. Lodtrækningen fandt sted i EHF-hovedkvarteret i Wien den 24. marts 2009 og gav følgende gruppesammensætning med holdene nævnt i seedningsrækkefølge.
| Gruppe A |
| -------- |
| Rusland  |
| Danmark  |
| Tjekkiet |
| Rumænien |

| Gruppe B  |
| --------- |
| Kroatien  |
| Slovakiet |
| Holland   |
| Sverige   |

| Gruppe C   |
| ---------- |
| Frankrig   |
| Ungarn     |
| Makedonien |
| Litauen    |

| Gruppe D |
| -------- |
| Spanien  |
| Norge    |
| Serbien  |
| Tyskland |

### Indledende runde

#### Gruppe A
| Dato  | Kamp                | Res.  |
| ----- | ------------------- | ----- |
| 25.6. | Rusland - Tjekkiet  | 35-24 |
| 25.6. | Danmark - Rumænien  | 26-17 |
| 27.6. | Rumænien - Rusland  | 23-35 |
| 27.6. | Tjekkiet - Danmark  | 20-29 |
| 28.6. | Rusland - Danmark   | 27-31 |
| 28.6. | Tjekkiet - Rumænien | 21-28 |

| Hold     | Dato | Kamp  | Res. |
| -------- | ---- | ----- | ---- |
| Danmark  | 3    | 86-64 | 6    |
| Rusland  | 3    | 97-78 | 4    |
| Rumænien | 3    | 68-82 | 2    |
| Tjekkiet | 3    | 65-92 | 0    |

#### Gruppe B
| Dato  | Kamp                 | Res.  |
| ----- | -------------------- | ----- |
| 25.6. | Kroatien - Holland   | 29-35 |
| 25.6. | Slovakiet - Sverige  | 26-32 |
| 27.6. | Sverige - Kroatien   | 32-30 |
| 27.6. | Holland - Slovakiet  | 27-19 |
| 28.6. | Kroatien - Slovakiet | 36-18 |
| 28.6. | Holland - Sverige    | 32-33 |

| Hold      | Dato | Kamp  | Res. |
| --------- | ---- | ----- | ---- |
| Sverige   | 3    | 97-88 | 6    |
| Holland   | 3    | 94-81 | 4    |
| Kroatien  | 3    | 95-85 | 2    |
| Slovakiet | 3    | 63-95 | 0    |

#### Gruppe C
| Dato  | Kamp                  | Res.  |
| ----- | --------------------- | ----- |
| 25.6. | Frankrig - Makedonien | 38-20 |
| 25.6. | Ungarn - Litauen      | 42-32 |
| 27.6. | Litauen - Frankrig    | 28-36 |
| 27.6. | Makedonien - Ungarn   | 24-50 |
| 28.6. | Frankrig - Ungarn     | 33-30 |
| 28.6. | Makedonien - Litauen  | 24-36 |

| Hold       | Dato | Kamp    | Res. |
| ---------- | ---- | ------- | ---- |
| Frankrig   | 3    | 107-780 | 6    |
| Ungarn     | 3    | 122-890 | 4    |
| Litauen    | 3    | 096-102 | 2    |
| Makedonien | 3    | 068-124 | 0    |

#### Gruppe D
| Dato  | Kamp               | Res.  |
| ----- | ------------------ | ----- |
| 25.6. | Spanien - Serbien  | 30-23 |
| 25.6. | Norge - Tyskland   | 33-19 |
| 27.6. | Tyskland - Spanien | 27-30 |
| 27.6. | Serbien - Norge    | 26-26 |
| 28.6. | Spanien - Norge    | 24-26 |
| 28.6. | Serbien - Tyskland | 29-28 |

| Hold     | Dato | Kamp  | Res. |
| -------- | ---- | ----- | ---- |
| Norge    | 3    | 85-69 | 5    |
| Spanien  | 3    | 84-76 | 4    |
| Serbien  | 3    | 78-84 | 3    |
| Tyskland | 3    | 74-92 | 0    |

### Mellemrunde
Holdene, der sluttede som nr. 3 eller 4 i grupperne i den indledende runde spillede i mellemrunden. De otte hold blev inddelt i to nye grupper med fire hold i hver. Resultater af indbyrdes opgør mellem hold fra sammen indledende gruppe blev taget med til mellemrunden.
De to gruppevindere og de to toere gik videre til placeringskampene om 9. – 12.-pladserne, mens treerne og firerne måtte tage til takke med at spille om 13. – 16.-pladserne.

#### Gruppe I1
| Dato        | Kamp                 | Res.  |
| ----------- | -------------------- | ----- |
| Indl. runde | Tjekkiet - Rumænien  | 21-28 |
| Indl. runde | Kroatien - Slovakiet | 36-18 |
| 30.6.       | Slovakiet - Rumænien | 19-31 |
| 30.6.       | Tjekkiet - Kroatien  | 26-41 |
| 1.7.        | Tjekkiet - Slovakiet | 24-19 |
| 1.7.        | Rumænien - Kroatien  | 25-29 |

| Hold      | Dato | Kamp    | Res. |
| --------- | ---- | ------- | ---- |
| Kroatien  | 3    | 106-690 | 6    |
| Rumænien  | 3    | 84-69   | 4    |
| Tjekkiet  | 3    | 71-88   | 2    |
| Slovakiet | 3    | 56-91   | 0    |

#### Gruppe I2
| Dato        | Kamp                  | Res.  |
| ----------- | --------------------- | ----- |
| Indl. runde | Makedonien - Litauen  | 24-36 |
| Indl. runde | Serbien - Tyskland    | 29-28 |
| 30.6.       | Tyskland - Litauen    | 33-21 |
| 30.6.       | Makedonien - Serbien  | 24-30 |
| 1.7.        | Makedonien - Tyskland | 17-35 |
| 1.7.        | Litauen - Serbien     | 27-37 |

| Hold       | Dato | Kamp    | Res. |
| ---------- | ---- | ------- | ---- |
| Serbien    | 3    | 96-79   | 6    |
| Tyskland   | 3    | 96-67   | 4    |
| Litauen    | 3    | 84-94   | 2    |
| Makedonien | 3    | 065-101 | 0    |

### Hovedrunde
Holdene, der sluttede som nr. 1 eller 2 i grupperne i den indledende runde, spillede i hovedrunden. De otte hold inddeltes i to nye grupper med fire hold i hver. Resultater af indbyrdes opgør mellem hold fra sammen indledende gruppe blev taget med til mellemrunden.
De to gruppevindere og de to toere gik videre til semifinalerne, mens treerne og firerne måtte tage til takke med at spille om 5. – 8.-pladserne.

#### Gruppe M1
| Dato        | Kamp              | Res.  |
| ----------- | ----------------- | ----- |
| Indl. runde | Rusland - Danmark | 27-31 |
| Indl. runde | Holland - Sverige | 32-33 |
| 30.6.       | Holland - Danmark | 19-32 |
| 30.6.       | Rusland - Sverige | 27-26 |
| 1.7.        | Rusland - Holland | 32-25 |
| 1.7.        | Danmark - Sverige | 34-23 |

| Hold    | Dato | Kamp  | Res. |
| ------- | ---- | ----- | ---- |
| Danmark | 3    | 97-69 | 6    |
| Rusland | 3    | 86-82 | 4    |
| Sverige | 3    | 82-93 | 2    |
| Holland | 3    | 76-97 | 0    |

#### Gruppe M2
| Dato        | Kamp               | Res.  |
| ----------- | ------------------ | ----- |
| Indl. runde | Frankrig - Ungarn  | 33-30 |
| Indl. runde | Spanien - Norge    | 24-26 |
| 30.6.       | Spanien - Frankrig | 27-27 |
| 30.6.       | Ungarn - Norge     | 28-29 |
| 1.7.        | Ungarn - Spanien   | 24-31 |
| 1.7.        | Frankrig - Norge   | 32-25 |

| Hold     | Dato | Kamp  | Res. |
| -------- | ---- | ----- | ---- |
| Frankrig | 3    | 92-82 | 5    |
| Norge    | 3    | 80-84 | 4    |
| Spanien  | 3    | 82-77 | 3    |
| Ungarn   | 3    | 82-93 | 0    |

### Placeringskampe
Placeringskampe om 13. – 16.-pladsen
| Dato                | Kamp                  | Res.        |
| Semifinaler         | Semifinaler           | Semifinaler |
| ------------------- | --------------------- | ----------- |
| 3.7.                | Tjekkiet - Makedonien | 38-16       |
| 3.7.                | Litauen - Slovakiet   | 18-35       |
| Kamp om 15.-pladsen |                       |             |
| 4.7.                | Makedonien - Litauen  | 21-30       |
| Kamp om 13.-pladsen |                       |             |
| 4.7.                | Tjekkiet - Slovakiet  | 24-29       |

| Samlet rangering | Samlet rangering |
| ---------------- | ---------------- |
| 13.              | Slovakiet        |
| 14.              | Tjekkiet         |
| 15.              | Litauen          |
| 16.              | Makedonien       |

Placeringskampe om 9. – 12.-pladsen
| Dato                | Kamp                | Res.        |
| Semifinaler         | Semifinaler         | Semifinaler |
| ------------------- | ------------------- | ----------- |
| 3.7.                | Kroatien - Tyskland | 24-36       |
| 3.7.                | Serbien - Rumænien  | 24-25       |
| Kamp om 11.-pladsen |                     |             |
| 4.7.                | Kroatien - Serbien  | 32-27       |
| Kamp om 9.-pladsen  |                     |             |
| 4.7.                | Tyskland - Rumænien | 31-26       |

| Samlet rangering | Samlet rangering |
| ---------------- | ---------------- |
| 9.               | Tyskland         |
| 10.              | Rumænien         |
| 11.              | Kroatien         |
| 12.              | Serbien          |

Placeringskampe om 5. – 8.-pladsen
| Dato               | Kamp              | Res.        |
| Semifinaler        | Semifinaler       | Semifinaler |
| ------------------ | ----------------- | ----------- |
| 3.7.               | Sverige - Ungarn  | 32-35       |
| 3.7.               | Spanien - Holland | 29-31       |
| Kamp om 7.-pladsen |                   |             |
| 5.7.               | Sverige - Spanien | 31-26       |
| Kamp om 5.-pladsen |                   |             |
| 5.7.               | Ungarn - Holland  | 35-34       |

| Samlet rangering | Samlet rangering |
| ---------------- | ---------------- |
| 5.               | Ungarn           |
| 6.               | Holland          |
| 7.               | Sverige          |
| 8.               | Spanien          |

### Finalekampe
| Dato        | Kamp               | Res.        |
| Semifinaler | Semifinaler        | Semifinaler |
| ----------- | ------------------ | ----------- |
| 3.7.        | Danmark - Norge    | 30-25       |
| 3.7.        | Frankrig - Rusland | 28-39       |
| Bronzekamp  |                    |             |
| 5.7.        | Norge - Frankrig   | 42-28       |
| Finale      |                    |             |
| 5.7.        | Danmark - Rusland  | 24-23       |

| Samlet rangering | Samlet rangering |
| ---------------- | ---------------- |
| Guld             | Danmark          |
| Sølv             | Rusland          |
| Bronze           | Norge            |
| 4.               | Frankrig         |